# ATLiens
ATLiens er det andet studiealbum af den amerikanske hip hop-duo Outkast. Det blev udgivet den 27. august 1996 af LaFace Records.

## Numre
| #   | Titel                                               | Producer(er)                | Længde |
| --- | --------------------------------------------------- | --------------------------- | ------ |
| 1.  | "You May Die (Intro)"                               | Organized Noize Productions | 1:05   |
| 2.  | "Two Dope Boyz (In a Cadillac)"                     | Organized Noize Productions | 2:46   |
| 3.  | "ATLiens"                                           | Outkast                     | 3:50   |
| 4.  | "Wheelz of Steel"                                   | Outkast                     | 4:03   |
| 5.  | "Jazzy Belle"                                       | Organized Noize Productions | 4:12   |
| 6.  | "Elevators (Me & You)"                              | Outkast                     | 4:25   |
| 7.  | "Ova da Wudz" (featuring Witchdoctor)               | Outkast                     | 3:48   |
| 8.  | "Babylon"                                           | Organized Noize Productions | 4:24   |
| 9.  | "Wailin'"                                           | Organized Noize Productions | 2:00   |
| 10. | "Mainstream" (featuring T-Mo og Khujo)              | Organized Noize Productions | 5:18   |
| 11. | "Decatur Psalm" (featuring Big Gipp og Cool Breeze) | Organized Noize Productions | 3:58   |
| 12. | "Millennium"                                        | Organized Noize Productions | 3:09   |
| 13. | "E.T. (Extraterrestrial)" (featuring Witchdoctor)   | Outkast                     | 3:07   |
| 14. | "13th Floor / Growing Old"                          | Organized Noize Productions | 6:50   |
| 15. | "Elevators" (ONP 86 Mix)"                           | Organized Noize Productions | 4:37   |